# انجی سویج
اَنجی سَوِیج (به انگلیسی: Angie Savage)؛ زاده ۱۲ نوامبر ۱۹۸۱ یک بازیگر پورنوگرافی اهل ایالات متحده آمریکا است. وی در سانتا کروز به دنیا آمده و در همان‌جا نیز بزرگ شده است.

## اوایل زندگی
او در سن 18 سالگی، از خانواده دوست داشتنیش به هالیوود نقل مکان کرد. سپس در مشاغل مختلفی کار کرد اعم از مدل و پیشخدمت تا مدیر اداری و متصدی بار.

## حرفه
آنجی ساویج در سال ۲۰۰۵ وارد صنعت سرگرمی‌های بزرگسالان شد و عمدتاً در صحنه‌ها لزبین بازی می‌کرد. او بیش ار ۸۰ فیلم را منحصراً برای وب‌سایت خودش بازی کرد.
ساویج به غیر از فیلم‌های پورنو در چند سبک، به خصوص سینمای وحشت و فیلم‌های علمی تخیلی. از جمله Syfy که از کانال productions Piranhaconda بخش شد و «Lizard Man» (مرد مارمولکی) نیز بازی کرد.

## جوایز

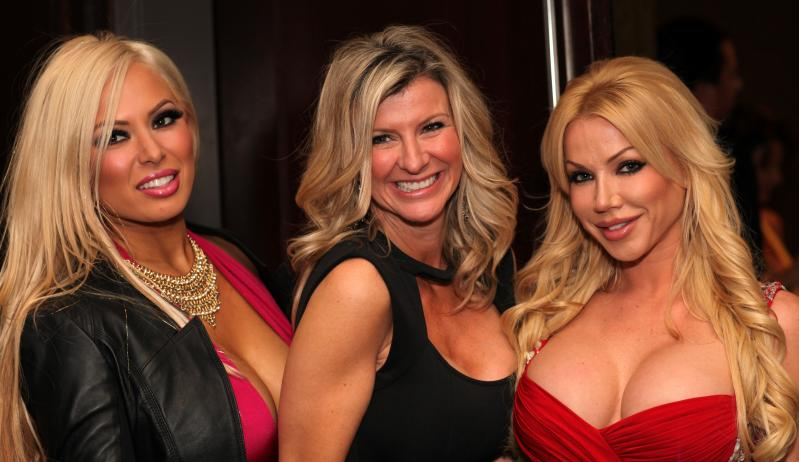
آنجی ساویج (سمت چپ) در جشنواره AVN سال ۲۰۱۳ در هتل کازینو Hard Rock

| سال  | جشنواره    | نتیجه    | توضیحات                                                                             | کار انجام شده                                                              |
| ---- | ---------- | -------- | ----------------------------------------------------------------------------------- | -------------------------------------------------------------------------- |
| ۲۰۰۷ | جایزهٔ AVN  | نامزدشده | بهترین صحنهٔ سکس کمپلینگ-فیلم (به همراه دوون ساویجی)                                 | «Valentina» (ولنتاین)                                                      |
| ۲۰۰۸ | جایزه AVN  | برنده    | بهترین صحنه سکس تمام دختر (به همراه سوفی سانتی، سمی رودس، آلکترا بلو، لکسی تایلر)   | Babysitters                                                                |
| ۲۰۱۰ | جایزه AVN  | نامزدشده | بهترین صحنه سکس سه طرفه تمام دختر (به همراه جاین کوا و آلکترا بلو)                  | «Jana Cova's Juice» (آبمیوه جین کوا)                                       |
| ۲۰۱۰ | جایزه AVN  | نامزدشده | بهترین صحنه سکس سه طرفه تمام دختر (به همراه سوفی سانتی و نیکی بنز)                  | «Penthouse Variations: Slave for a Night» (تنوع پنت هاوس: برده برای یک شب) |
| ۲۰۱۱ | جایزه AVN  | نامزدشده | بهترین صحنهٔ سکس گروهی تمام دختر (به همراه Sandee Westgate، سوفی سانتی و آلکترا بلو) | «Speed» (سرعت)                                                             |
| ۲۰۱۲ | جایزه AVN  | نامزدشده | ستارهٔ همگذری سال                                                                    | —                                                                          |
| ۲۰۱۲ | جایزه XBIZ | نامزدشده | ستارهٔ همگذری سال                                                                    | —                                                                          |
| ۲۰۱۳ | جایزه AVN  | نامزدشده | ستارهٔ همگذری سال                                                                    | —                                                                          |